# 애플 펜슬

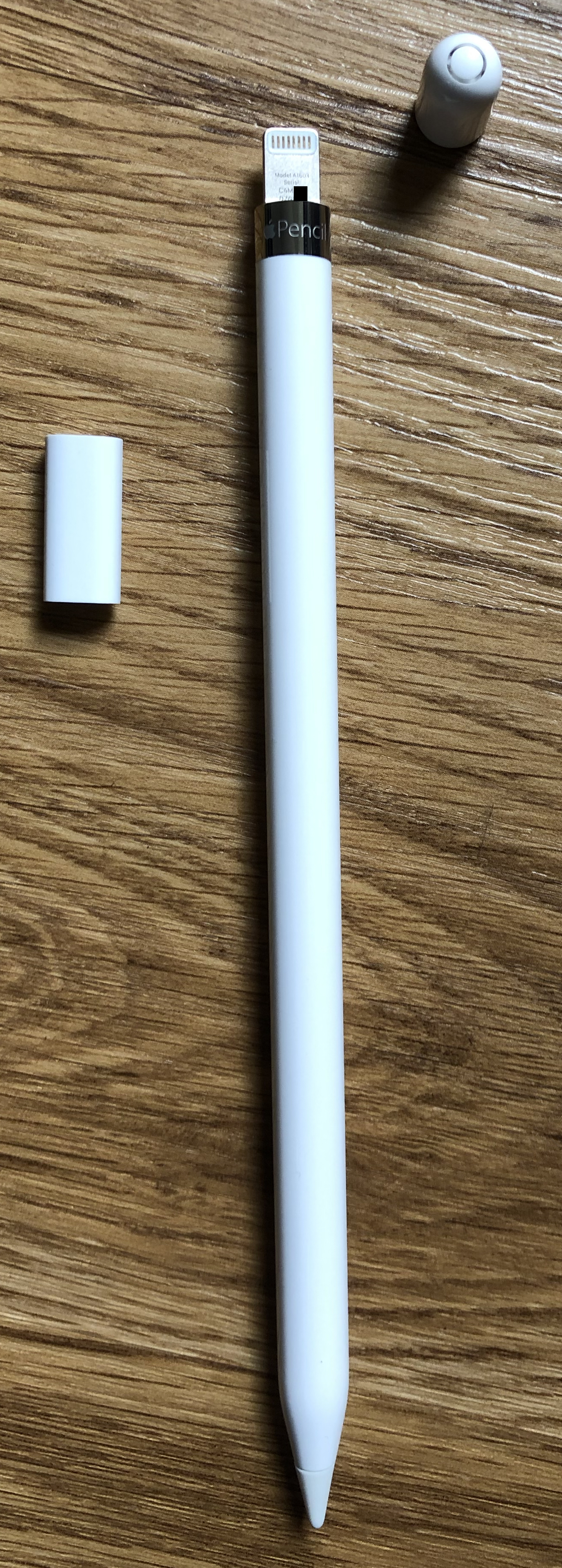
라이트닝 커넥터가 노출되어 있는 1세대 펜슬. 라이트닝 어댑터는 왼쪽에 위치해 있다.

애플 펜슬(Apple Pencil)은 애플이 아이패드 프로용으로 개발한 능동형 스타일러스 펜이다. 애플 펜슬은 2015년 9월 9일 아이패드 프로 발매와 함께 공개되었다. 애플측은 애플 펜슬을 11월에 발매하겠다고 발표하였으며, 대한민국에서는 11월 4일 전파인증을 완료하였고 11월 27일 아이패드 프로와 동시에 판매가 시작되었다.

## 동작
애플 펜슬 안에는 고정밀 압력 센서와 기울기 센서가 들어가 있으며, 아이패드 프로와 페어링될 때 아이패드 프로의 서브 시스템과 동기화 하여 초당 240번의 압력을 잰다.

## 세대
1세대 애플 펜슬은 2015년 9월 9일 아이패드 프로 1세대와 함께 발표되었다. 이 펜슬은 아이패드 프로 1, 2세대, 그리고 라이트닝 포트를 갖춘 2018년 이후 출시된 다른 모든 아이패드와 호환된다.
2세대 애플 펜슬은 2018년 10월 30일 아이패드 프로 3세대와 함께 발표되었다. 충전을 위해 라이트닝 단자 대신 태블릿의 측면에 자기 커넥터를 사용한다. 아이패드 에어 4세대를 포함한 USB-C 포트를 갖춘 모든 아이패드와 호환된다.

## 같이 보기
- 디지털 아트
- 서피스 펜
- 태블릿 PC
- 삼성 갤럭시 노트 시리즈
- 펜 컴퓨팅